# 鳌江平原
鳌江平原，即鳌江下游平原，位于温州市鳌江下游沿海，涵盖平阳县东南部、苍南县东北部、龙港市全境。

## 地理
鳌江平原西起苍南县灵溪镇浦亭，南至苍南县金乡镇梅岭脚，北至平阳县昆阳镇魁星阁，向东面朝东海，南北纵宽25.6千米，东西横长29千米，面积达305平方（118平方英里）。鳌江平原可以分为鳌江以北的小南垟，鳌江以南、横阳支江以东的江南垟，鳌江以南、横阳支江以西的江西垟。鳌江平原是温州小城镇最集中的地区，人口超过10万的城镇有龙港、鳌江、灵溪、昆阳。